# I. Albert monacói herceg
I. Albert monacói herceg, becenevén "a tudós herceg" (Párizs, 1848. november 13. – Párizs, 1922. június 26.) monacói uralkodó, természettudós, oceanográfus, a Magyar Tudományos Akadémia tagja. 1889. szeptember 10-étől 1922. június 26-án bekövetkezett haláláig volt országa uralkodója.

## Élete
1870-ben 22 éves volt, amikor szenvedélyesen érdeklődni kezdett a tenger élővilágának tudományos feltárása iránt. Számos mélytengeri oceanográfiai és térképészeti tudományos expedíciót szervezett vagy támogatott. Maga is részt vett többek között a Spitzbergák tudományos feltárásában. Többször látogatást tett Carladès grófjánál, ahol egyes feltárásokat vezetett, továbbá a hercegség történelmi archívumában kutatott.
1889-ben megalapította az Oceanográfiai Intézetet, 1899-ben a Monacói Oceanográfiai Múzeumot, 1906-ban a párizsi Oceanográfiai Múzeumot, 1919-ben pedig a párizsi Ősembertani Intézetet.
Tagja volt a Földrajzi Társaságnak és a Brit Akadémiának, külső tagja a Magyar Tudományos Akadémiának. 1909-ben elnyerte az aranyérmet a számos tudományos hozzájárulásárt.

## Emlékezete
- Személyének, és főleg oceanográfiai munkásságának emlékét őrzi Móra Ferenc Monte-carlói típusok című elbeszélése (megjelent a Túl a Palánkon című kötetben).